# اسون شیپلاک
اسون شیپلاک (انگلیسی: Sven Schipplock؛ زادهٔ ۸ نوامبر ۱۹۸۸) بازیکن فوتبال اهل آلمان است که در پست مهاجم بازی می‌کند.
از باشگاه‌هایی که در آن بازی کرده‌است می‌توان به باشگاه فوتبال اشتوتگارت، باشگاه فوتبال هامبورگ، و باشگاه فوتبال هوفنهایم اشاره کرد.